# Вудвард (Пенсилванија)
Вудвард (енгл. Woodward) насељено је место без административног статуса у америчкој савезној држави Пенсилванија.

## Демографија
По попису из 2010. године број становника је 110, што је 16 (-12,7%) становника мање него 2000. године.
| Група             | 2000.       | 2010.       |
| Белци             | 121 (96,0%) | 108 (98,2%) |
| Афроамериканци    | 0 (0,0%)    | 1 (0,9%)    |
| Азијати           | 0 (0,0%)    | 0 (0,0%)    |
| Хиспаноамериканци | 5 (4,0%)    | 0 (0,0%)    |
| Укупно            | 126         | 110         |